# Salvador (Arcos de Valdevez)
Salvador ist eine ehemalige Gemeinde (Freguesia) im nordportugiesischen Kreis Arcos de Valdevez.

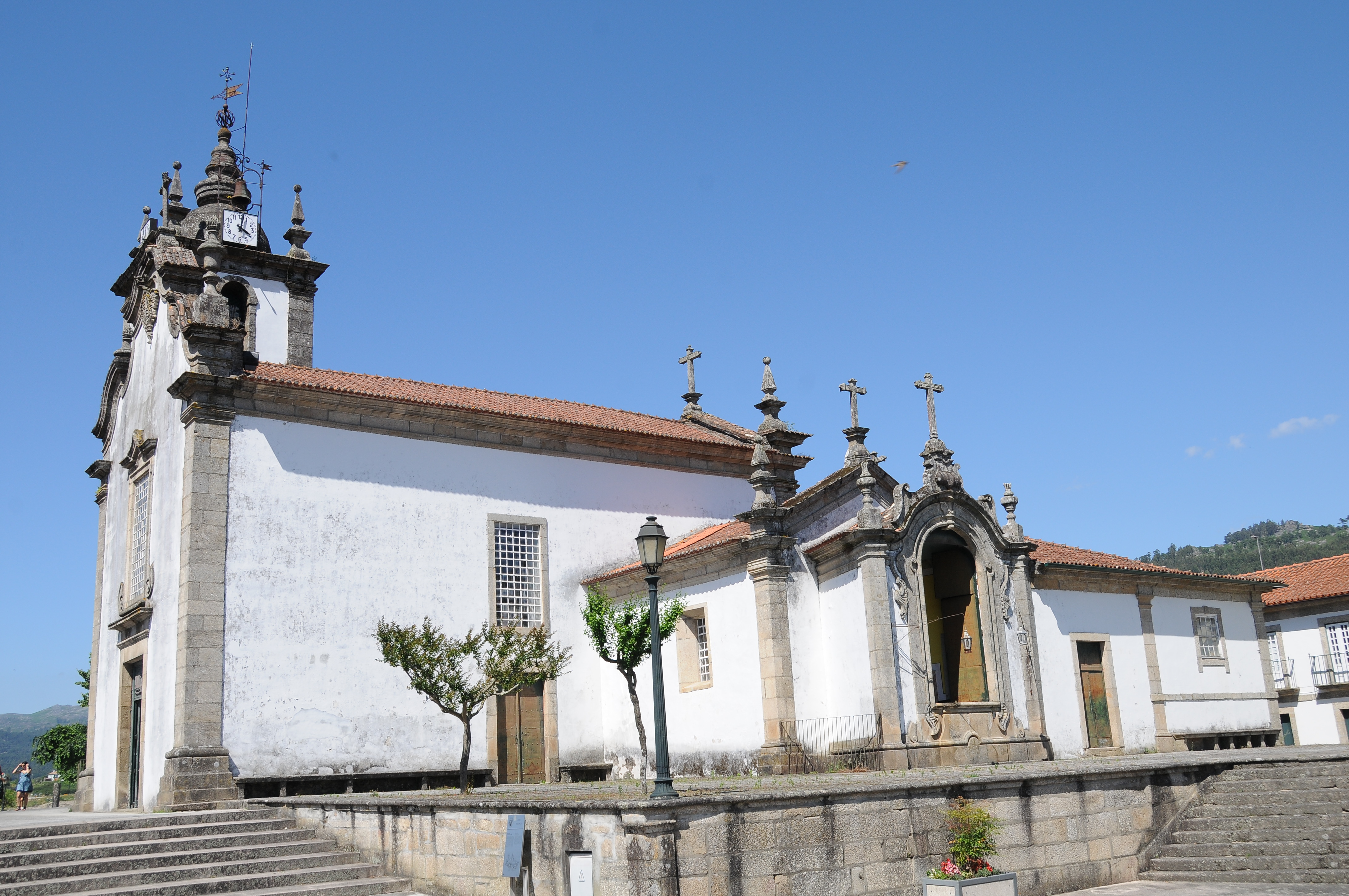
Kirche von Arcos de Valdevez

 In der Gemeinde lebten 1070 Einwohner (Stand 30. Juni 2011). Die Gemeinde gehörte neben São Paio zum Stadtgebiet von Arcos de Valdevez.
Am 29. September 2013 wurden die Gemeinden Arcos de Valdevez (Salvador), Vila Fonche und Parada zur neuen Gemeinde União das Freguesias de Arcos de Valdevez (Salvador), Vila Fonche e Parada zusammengefasst. Arcos de Valdevez (Salvador) ist Sitz dieser neu gebildeten Gemeinde.

## Bauwerke
- Kirche von Arcos de Valdevez[4]
- Pelourinho von Arcos de Valdevez
- Kirche des Espírito Santo